# روابط سنگاپور و عراق در جنگ ایران و عراق
سنگاپور، یک مرکز تجاری بزرگ با قوانین کنترل صادرات جنگ‌افزار نه چندان قوی است و در زمان جنگ ایران و عراق به عنوان نقطه انتقال و یک بندری برای حمل سلاح به مقصد عراق به‌شمار می‌رفت. همین طور پیش ماده‌های تسلیحات شیمیایی را برای عراق فراهم نموده و تحت لیسانس سایتی برای تولید سلاح‌های طراحی شده خارجی برای عراق محسوب می‌شد.